# Åkarp
Åkarp is een plaats in de gemeente Burlöv in het Zweedse landschap Skåne en de provincie Skåne län. De plaats heeft 5959 inwoners (2015) en een oppervlakte van 233 hectare. De plaats ligt 9 km ten noordoosten van de stad Malmö en 8 km ten zuidwesten van de stad Lund.

## Geboren
- Lars-Erik Larsson (1908–1986), componist, muziekpedagoog, dirigent, muziekproducent, organist en muziekcriticus

Arlöv · Åkarp · Burlövs egnahem